# إعادة هيكلة الرعاية الصحية في الصين
يشير نظام إصلاح الرعاية الصحية في الصين إلى الانتقال السابق والمستمر لنظام الرعاية الصحية في الصين الحديثة. وتقوم حكومة الصين وعلى وجه التحديد اللجنة الوطنية للصحة وتنظيم الأسرة (التي كانت وزارة الصحة سابقا)، بدور قيادي في هذه الإصلاحات. وتركز الإصلاحات على إنشاء أنظمة التأمين الصحي العام، وتعزيز مقدمي خدمات الرعاية الصحية، ويعتبر المكون الرئيسي في نظام الرعاية الصحية في الصين. يطغى في المناطق الحضرية والريفية نظام التأمين الطبي الحكومي، والتأمين الطبي الرئيسي للمقيمين في المناطق الحضرية، والتأمين الطبي الرئيسي للموظفين في المناطق الحضرية، والنظام الطبي التعاوني الريفي الجديد، الذي يضم كل شخص تقريبا. وتم تأسيس مرافق الرعاية الصحية العامة بما فيها مستشفيات المناطق والمدن، والمراكز الصحية للمجتمع المحلي، والمراكز الصحية في البلدة لتلبية الاحتياجات المتنوعة، وتم توضيح الإصلاحات الحالية والمستقبلية في الصين لعام 2030.

## نصائح عامة

### برنامج الصين الصحي2020
في أكتوبر2009، أعلن تشن تشو رئيس وزارة الصحة عن السعي لتحقيق برنامج الصين الصحي2020، وهو برنامج لتوفير الرعاية الصحية الشاملة لكافة أنحاء الصين بحلول عام 2020، وفي الغالب من خلال سياسات منقحة في مجالات التغذية والزراعة والغذاء والتسويق الاجتماعي. وأكثر البرامج يركزون على الوقاية من الامراض المزمنة، وتشجع لأفضل أساليب الحياة وعادات الأكل. ويستهدف بشكل خاص الوعي العام للسمنة، وعدم ممارسة النشاط الرياضي، والاساليب الغذائية الخاطئة. ويركز برنامج الصين الصحي2020 بشكل كبير على المناطق الحضرية المكتظة بالسكان والتي تتأثر بشدة بالعولمة والحداثة. وإضافة إلى ذلك، فإن معظم البرنامج تديرة وسائل الإعلام، وتتمركز على التغغير من خلال المجتمع المحلي بدلا من القوانين المحلية. فإن العديد من أهداف برنامج الصين الصحي2020 تتركز على مناطق أكثر حضرية تحت تأثير الغرب. يسبب النظام الغذائي مشاكل السمنة، وبالتالي يؤثر تزايد وسائل النقل الحديثة سلبا على البيئات الحضرية وكما تؤثر على الصحة.

### برنامج الصين الصحي2030
في أكتوبر2016، بعد أن أصدر الأمين العام خطابا للحزب الشيوعي شي جين بينج، وخطاب الرئيس لي كه تشاينج عن موضوع ذات صلة في مؤتمر الصحة الوطنية والرفاهية في الصين: بكين، أصدرت لجنة الصحة الوطنية وتنظيم الأسرة الصينية بيان التخطيط الصحي في الصين لعام2030، وجد إطار شامل لأهداف وخطط وإصلاح الرعاية الصحية.
يتلخص الموضوع الإستراتيجي لبرنامج الصين الصحي2030 في بناء مشترك، وتقاسم، وصحة المجتمع. ويهدف المشروع إلى تحقيق هذة الأهداف الرئيسية بحلول عام2030 وهي: التحسين المتواصل لأوضاع السكان الصحية، ورفع متوسط العمر المتوقع إلى 79 سنة، السيطرة الفعالة على العوامل الخطرة الصحية الرئيسية، وتحسين الخدمات الصحية بشكل كبير، والتوسع الملحوظ في الصناعة الصحية، وإنشاء أنظمة تنظيمية شاملة لتحسين الصحة. وتشمل الإجراءات المحددة مايلي: تحسين التعليم الصحي في المدارس، وتعزيز لأسلوب حياة صحية، والتشجيع على التمارين الرياضية، وتعزيز الوصول إلى الرعاية الصحية الشاملة، وتحسين جودة الخدمات المقدمة للرعاية الصحية، والإهتمام الخاص بالمسنين والنساء والأطفال والمعوقين، وإصلاحات التأمين الصحي وتنظيم الأدوية الطبية، وغيرها.

## إصلاحات التأمين الصحي
انظر أيضا التأمين الصحي في الصين

### النظام الطبي التعاوني الريفي (1950-1980)
بعد عام 1949، تولى السيطرة الحزب الشيوعي الصيني على الصين، وسيطرت وزراة الصحة بفعالية على نظام الرعاية الصحية في الصين وسياستها. تحت قيادة الحكومة الصينية، كان المسؤولين في البلاد وليست الحكومات المحلية، مصرين بشكل كبير للحصول على الرعاية الصحية. وأكبر حاجة شهدتها المناطق الريفية هي إصلاح الرعاية الصحية، حيث تم تأسيس البرنامج الطبي التعاوني الريفي كنظام ثلاثي الطبقات للوصول إلى الرعاية الصحية الريفية. وتعمل دائرة الخدمات الإقليمية في مجال خطة مسبوقة الدفع، تتكون من مساهمة فردية الدخل، وصندوق الرفاهية الجتماعي للقرى، ودعم من الحكومة العليا.
يتكون المستوى الأول من الأطباء الحفاة، الذين تدربوا على قواعد النظافة الصحية الأساسية، والطب الصيني التقليدي. وكان نظام الأطباء الحفاة أسهل أشكال الوصول للرعاية الصحية، وخاصة في المناطق الريقية. وكانت تعتبر المراكز الصحية في البلدان من الدرجة الثانية في برنامج الطبي التعاوني الريفي، والذي يتكون من عيادات خارجية صغيرة للمرضى، والتي توظف في المستوى الأول أطباء مهنيين مدعومين من الحكومة الصينية. وعالجت المراكز الصحية في البلدان مع الأطباء الحفاة لمعظم الأمراض الشائعة. وكان المستوى الثاني من برنامج الطبي التعاوني لمستشفيات المدينة للمرضى ذات الحالات الحرجة. وتم تمويلهم في المقام الأول من قبل الحكومة، ولكن تعاونو أيضا مع النظم المحلية للموارد من (المعدات والأطباء، وغيرها). وتم تنفيذ حملات للصحة العامة لتحسين الظروف البيئية والصحية، ولاسيما في المناطق الحضرية.
لقد حسنت دائرة تقصي الأمراض المعدية بواسطة التعاون الإقليمي بشكل كبير عن العمر المتوقع، وقللت في نفس الوقت انتشار أمراض معينة. على سبيل المثال، تضاعف متوسط العمر المتوقع من35 إلى 69، وانخفضت معدل وفيات الرضع من 250وفاة إلى 40وفاة لكل 1000 مولود على قيد الحياة. انخفض أيضا معدل الإصابة بمرض الملاريا من5.55% من إجمالي سكان الصين إلى 0.3% من السكان. وكانت جهود الحكومة المركزية والحكومات المحلية والمجتمع المحلي لزيادة الصحة الجيدة سببا في ارتفاع معدل الصحة. وسعت الحملات إلى منع الأمراض وايقاف انتشارها مثل البعوض المسبب للملاريا. وتم التشديد بشكل خاص لمحاولة زيادة الوعي العام بالصحة.
وشهدت هذه الحملة بفضل دهم ماو تسي تونج، أكبر توسع لها في فترة الثروة الثقافية، حيث بلغت ذروتها في التغطية 85% من إجمالي السكان لعام 1976. بينما نتيجة إصلاح القطاع الزراعي ونهاية البلدة الشعبية في عام1980، فقد برنامج الطبي التعاوني الريفي أساسة الأقتصادي والتنظيمي.

## إصلاحيات مقدمو الرعاية الصحة

### التغيرات في المستشفيات (من2010 إلى الوقت الحالي)

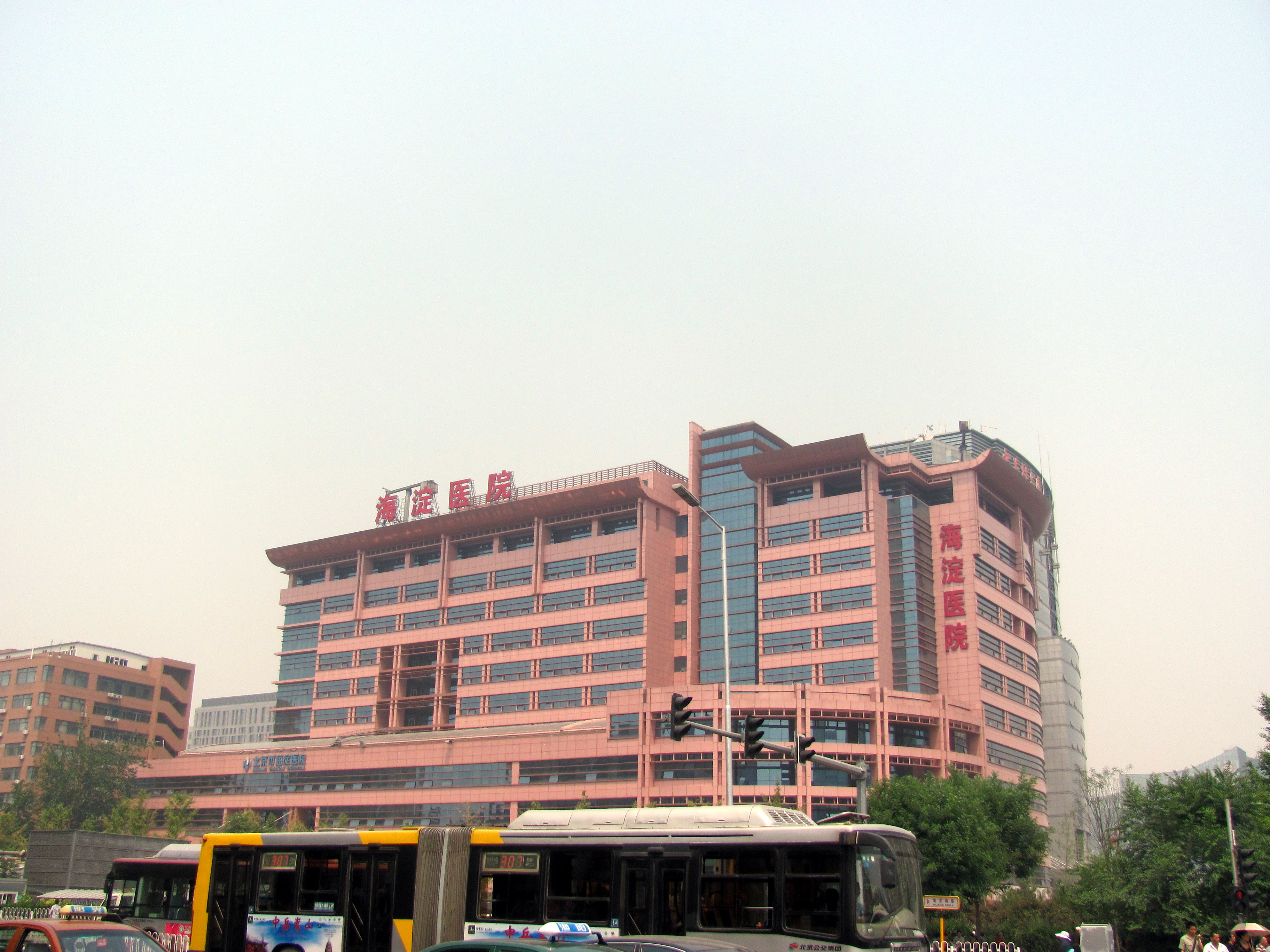
مستشفى هايديان ، بكين

تعتبر المستشفيات العامة في الصين واحدة من أهم المرافق الصحية، فهي توفر الرعاية للمرضى الخارجيين والمرضى المقيمين. وتتحمل المسؤوليات الأساسية في مجالات التعليم والتدريب والبحث. وتقع معظم المستشفيات في المدن.
وبناء على ذلك، فالعديد من المشاكل تندرج مع تحديات أمام الرعاية الصحية في المستشفيان والتي يمكن الوصول إليها بتكلفة معقولة. في بداية الأمر، يتم تحديد أسعار الأدوية مرتفعة بقيمة غير معقولة حتى يتم التعويض لإنخفاض الخدمة. وأيضا الدكاترة غير راضيين عن دخلهم. ثانيا، كما يقو ييناو أن الاضطراب الشديد في العلاقات بين المرضى والدكتور احيانا يسبب صراعات أو حتى عنف ضد الأطباء. وعلاوة على ذلك، لا يتم توزيع المرضى ذات الحالات الحرجة على المستشفيات والمرافق الصحية ذات المستوى الدني، فإنه يؤدي إلى الإفراط في استهلاك الموارد الطبية ذات امستوى العالي في المستشفيات.
والهدف من إعادة تشكيل المستشفيات هو الحفاظ على طبيعة الرعاية الإجتماعية للمستشفيات العامة، وتشجيعها على أداء وظائف الخدمة العامة، فإنها توفر خدمات الرعاية الصحية المتاحة والميسرة للناس. في عام2015، ظهر إصدار جديد للمبادئ التوجيهية، وتم توفير عناية إضافية للمستشفيات على مستوى البلد. وفي عام2017، توسعت إعادة الهيكلة للمستشفيات العامة مع التركيز على استبعاد الفرق في أسعار الأدوية بين صيدليات المستشفيات والبيع بالجملة.
أظهرت دراسات متلفة نتائج متباينة بشأن فعالية النتائج. وتبين الدراسة الحالية أن الإصلاحات في نظم التعويض زادت من كمية وجودة الخدمات، ولكن تسببت في انخفاض كبير في كفاءة الإدارة. وأظهرت الأدلة الإقليمية أن مجموع انفاقهم الخاص زاد فعليا، على الرغم من إنخفاض الأدوية المحلية وازداد مستوى الرضا الوظيفي لموظفي الصحة مع تعرضهم لضغط كبير بالإضافة إلى العمل الإضافي.

### التغييرات في مقدمين الأخرين للرعاية الصحية
وبخلاف المستشفيات العامة، فإن العديد من مرافق الصحة العامة الريسية ومقدمي الرعاية الصحية في القطاع الخاص أيضا يلعبون دورهم المميز في توفير خدمات الرعاية الصحية. وتركز الإصلاحات المرافق الشعبية لتعاونها، وتوزيع المسؤولية بين المستشفيات، وتحفيز موظفي الصحة على مستوى القاعدة الشعبية وتعويضهم. وتشجيع الأطراف الخاصة على تقديم الخدمات الطبية، والتعاون مع القطاعات العامة.

## الإصلاحات الصيدلانية

### قائمةالأدوية الأساسية(من2009 إلى الوقت الحالي)
في عام 2009، بدأ مجلس الدول على نظام الأدوية الأساسية، ونشر الإصدار الأول لقائمة الأدوية الأساسية التي تتكون من 307 نوع من الأدوية. ويلزم من جميع مرافق الرعاية الصحية الشعبية إعداد واستخدام وبيع الأدوية المدرجة تقريبا بشكل حصري. ويجري التفاوض بشأن أسعار الأدوية من خلال الحكومات الإقليمية ومنتجي الأدوية، بينما تباع في المرافق الشعبية بدون ربح. تم تسجيل معدل علي للأدوية الأساسية بشكل كبير. وتخضع قائمة الأدوية الأساسية للتغيير وفقا للأحتياجات وتطوير الأدوية.
ولكن في عام 2015، غير مجلس الدولة أنظمته لردع الحكومات المحلية لتوسيع نطاق قائمة الأدوية الاساسية. وأشار التحليل إلى قدرة الحكومات المحلية على إدراج عقاقير جديدة إلى قائمة الأدوية الأساسية التي لديها عرضة للسلوكيات التي تسعى إلى الريع والمائية في صناعة الأدوية المحلية. ومن جانب أخر، لقد أزال المبدأ التوجيهي الجديد القيود المفروضة على استعمال الأدوية الغير مدرجة في القائمة، حيث أن هذا النظام يؤدي إلى انخفاض الأدوية في المرافق الشعبية.
وتختلف وجهات النظر حول نظام الأدوية الأساسية. في عام2013، توصلت دراسة ماكينزي إلى أن أكثر من ثلثي كبار المسؤولين التنفيذيين من شركات الأدوية المتعددة الجنسيات توقعوا أن نظام الأدوية الأساسي سيعكس تأثير سلبي على أعمالهم. واقترحت الدراسات على إجراء تغييرات في عملية اختيار الأدوية.